# Close Combat (série de jeux vidéo)
Pour les articles homonymes, voir Close combat (homonymie).
Close Combat est le nom d'une série de wargames tactiques en temps réel développé sur PC par Atomic Games. La série inclut également un jeu de tir à la première personne développé par Destineer Games. Dans les wargames Close Combat, le joueur commande des unités combattant durant la Seconde Guerre mondiale. Les différents combats proposés s'enchaînent en une campagne complète qui prend en compte le résultat des engagements précédents.
Beaucoup d'adeptes d'Advanced Squad Leader y ont vu de nombreuses similitudes avec leur jeu de plateau. Ce qui n'a pas peu contribué au succès de la série qui ne dispose pourtant pas de la licence d'Avalon Hill. En effet, le premier épisode était initialement développé comme une adaptation d'Advanced Squad Leader mais la faillite d'Avalon Hill puis la reprise en main de la production par Microsoft Games ont amené à ce que le jeu soit une licence originale.

## Le jeu de stratégie en temps réel
L'intérêt principal de ce jeu réside dans la simulation des combats avec la prise en compte de la fatigue, des tirs de suppression, de leur couverture et du moral. Ainsi les actions des unités dépendent de facteurs bien plus complexes que dans d'autres jeux.
Le joueur peut améliorer la qualité de ses troupes et de son équipement entre chaque bataille.
Les cartes de jeu sont basées sur des prises de vues satellite pour une continuité historique.

## Tactique
Le jeu a recours à des tactiques militaires réalistes, telles la couverture, l'embuscade, la progression sous couverture avec gestion des tirs de suppression et l'utilisation du terrain ou des écrans de fumée pour couvrir les troupes avançant. Une gestion efficace prenant en compte de nombreux paramètres tel que garder les équipes près de leurs officiers, ne pas envoyer de recrues inexpérimentées à l'assaut, maintenir la discipline de tir pour ne pas manquer de munitions est également nécessaire pour que le joueur l'emporte.
Les joueurs doivent utiliser efficacement les tactiques interarmes pour réussir en combat rapproché. L'assaut d'infanterie nécessite le soutien de mitrailleuses, de chars et de mortiers pour supprimer les tirs ennemis. Les unités blindées doivent également être protégées par les unités d'infanterie. Bien qu'ils possèdent une puissance de feu supérieure, les chars sont vulnérables aux embuscades des unités de bazooka ou de Panzerschreck, notamment dans les zones propices aux tirs de courte portée comme les villes ou les forêts, où l'infanterie embusquée peut attendre. Les chars sont également vulnérables aux tirs provenant de canons antichars dissimulés, ou de chars d'assaut, qui peuvent attendre jusqu'à ce que l'ennemi présente son flanc ou son arrière.

## Titres

### Développés par Atomic games, Seconde Guerre mondiale
Atomic Games a développé les cinq premiers jeux Close Combat sur le thème de la Seconde Guerre mondiale. Les trois premiers ont été édités par Microsoft, les deux suivants par Strategic Simulations.
- Close Combat

Prenant place à Omaha Beach et dans les terres vers Saint-Lô, vous commandez des troupes allemandes ou américaines se battant pour (ou contre) la réussite du débarquement de Normandie. Sorti en 1996.
- Close Combat : Un pont trop loin (Close Combat: A Bridge Too Far)

Prenant place aux Pays-Bas pendant l'opération Market Garden, vous commandez les Allemands, les Britanniques, les Américains ou les Polonais combattant pour contrôler des ponts stratégiques. Sorti en 1997.
- Close Combat III : Le Front russe (Close Combat III: The Russian Front)

Retraçant complètement la campagne allemande contre l'Union soviétique. Vous commandez l'un des deux camps en plaine ou en zone urbaine. Sorti en 1998.
- Close Combat Trilogy

Simple compilation des trois premiers opus, sorti en 1999.
- Close Combat IV : La Bataille des Ardennes (Close Combat IV: Battle of the Bulge)

Se déroulant dans les Ardennes pendant l'offensive hivernale de 1944. Vous jouez les Allemands ou les Américains dans les forêts enneigées. Sorti en 1999.
Apparition d'une carte stratégique sur laquelle les différentes unités sont déplacées. Chaque joueur dispose en outre de soutien aérien ou d'artillerie hors carte et de ravitaillement.
- Close Combat : Invasion Normandie (Close Combat V: Invasion Normandy)

De retour en Normandie mais cette fois à partir d'Utah Beach, vous vous battez pour le contrôle de la péninsule du Cotentin pour les Allemands ou les Américains. Le joueur peut compter sur un soutien d'artillerie navale. Sorti en 2000.

### Jeux sérieux sur l'époque contemporaine
Atomic games développe des jeux sérieux se déroulant dans la période contemporaine, au départ pour l'armée américaine.
En 2005 Destineer rachète Atomic games et insère dans la série un jeu de tir à la première personne .
- Close Combat: Marines

Jeu sérieux réservé à l'armée américaine. Développé par Atomic games puis CSO Simtek pour certaines versions, sorti en 2004.
- Close Combat : The Road to Baghdad

Adaptation grand public du précédent. Développé par Atomic games et édité par Bold (une division de Destineer ), sorti en 2004.
- Close Combat: First to Fight

Seul jeu de tir à la première personne de la série, se déroulant au Liban. Basé sur un logiciel développé pour l'armée américaine. Développé par Destineer, édité par 2K Games et sorti en 2005.
- Close Combat: Red Phoenix

Adaptation grand public de l'opus Marines basé sur un livre se passant en Corée. Développé par Atomic games et édité par Gathering, sortie prévue en 2005 mais annulé.
- Close Combat: RAF Regiment

Adaptation de l'opus Marines réservé à la Royal Air Force. Développé par CSO Simtek ,, sorti en 2006.

### Édités par Matrix Games, remises à niveau
En 2007, Matrix Games achète la licence Close Combat à Destineer et édite des mises à jour de la plupart des épisodes précédents.
Le remise à niveau des jeux est confiée à divers studios mais Atomic Games, resté chez Destineer, est de fait écarté.
- Close Combat: Cross of Iron

Réalisé par CSO Simtek/Strategy 3 Tactics, remise à jour de Close Combat III : Le Front russe.
Cet épisode propose de nouvelles cartes pour le Front de l'Est et introduit surtout une campagne persistante sur internet composée d'une centaines de cartes sur lesquelles plusieurs joueurs peuvent s'affronter et reproduire le conflit original. Sorti en 2007.
- Close Combat: Modern Tactics

Réalisé par Strategy 3 Tactics, mise à jour de Close Combat: Marines.
Modern Tactics présente une série d'opérations contemporaines mettant en scène les troupes américaines dans des combats de guérilla urbaine. La spécificité de cet épisode tient à l'utilisation d'armes du XXIe siècle. Sorti en 2007.
- Close Combat: Wacht am Rhein

Réalisé par Strategy 3 Tactics, mise à jour de Close Combat IV : La Bataille des Ardennes. Sorti en 2008.
- Close Combat: The Longest Day

Réalisé par Strategy 3 Tactics, mise à jour de Close Combat V : Invasion Normandie.
Retranscription du Débarquement de 1944. Des nouveautés ont été apportées à cette version et notamment le combat de nuit lors des opérations aéroportées. Sorti en 2009.
- Close Combat: Last Stand Arnhem

Réalisé par Strategy 3 Tactics/Black hans studio, mise à jour de Close Combat II : Un pont trop loin. Sorti en 2010.

### Réalisés et édités par Matrix Games-Slitherine, Seconde Guerre mondiale
En 2010 Slitherine et Matrix games fusionnent.
De nouveaux épisodes sont créés et développés en interne.
- Close Combat: Panthers in the Fog

Réalisé par Slitherine/Matrix Games, il a pour thème la Contre-attaque de Mortain des Allemands en Normandie en août 1944.
Premier à bénéficier d'un affichage en 32 bit. Sorti en 2012.
- Close Combat: Gateway to Caen

Réalisé par Slitherine, il a pour thème l'Opération Epsom des Britanniques visant Caen en Normandie en juin 1944. Sorti en 2014.
- Close Combat: The Bloody First

Réalisé par Matrix Games, il a pour thème les campagnes de la 1re division d'infanterie américaine de la Tunisie à la Normandie en passant par la Sicile de 1942 à 1944. Il sera le premier à bénéficier de la 3D. Sorti en 2019.